# Mastomys
Mastomys är ett släkte i underfamiljen möss med afrikanska arter som förekommer söder om Sahara. De lever i flera olika habitat på kontinenten och arten Mastomys natalensis ökade som kulturföljare sitt utbredningsområde betydligt.

## Beskrivning
Vuxna individer når beroende på art en kroppslängd mellan 6 och 17 cm, därtill kommer en 6 till 15 cm lång svans. Vikten varierar mellan 20 och 80 gram. Pälsen har på ovansidan vanligen en grå eller brun färg (ibland med röda eller gula nyanser) och undersidan är ljusgrå eller vitaktig. I anatomin liknar de råttor (Rattus), skillnader mellan dessa släkten finns främst i skallens och tändernas konstruktion. Ett utmärkande kännetecken är antalet spenar hos honorna som går upp till 24, mer än hos alla andra gnagare. Honor av vissa arter som M. shortridgei har däremot bara 10 spenar.
Habitatet utgörs för flera arter av savanner, halvöknar och torra skogar. En art är anpassade för regionen Sahel och en annan är endemisk i det våta Okavangodelta. Mastomys natalensis förekommer som kulturföljare i flera olika habitat. Mastomys förökar sig fort, i genomsnitt föds 10 till 12 ungar per kull men ibland ökar antalet till 22. Enligt uppskattningar förekommer allmänt två kullar per år. Individerna går vanligen på marken men de har förmåga att simma och klättra.
Hos M. natalensis varar dräktigheten i cirka 23 dagar. De blinda ungarna väger vid födelsen 1,8 gram. De öppnar ögonen efter ungefär 16 dagar och avvänjas efter cirka tre veckor.

## Systematik och status
I motsats till tidigare antagningar är Mastomys inte närmare släkt med de egentliga råttorna (Rattus). De tillhör däremot tillsammans med fem andra släkten en afrikansk släktgrupp som fick det tillfälliga namnet Stenocephalemys–grupp.
Wilson & Reeder (2005) listar åtta arter i släktet:
- Mastomys awashensis, lever i Etiopien.
- Mastomys coucha, finns i södra Afrika.
- Mastomys erythroleucus, förekommer i regionen Sahel i västra och centrala Afrika.
- Mastomys huberti, har ett utbredningsområde från Mauretanien till Nigeria.
- Mastomys kollmannspergeri, tidigare M. verheyeni, lever vid Tchadsjön.
- Mastomys natalensis, var troligen endemisk för Sydafrika men finns idag i stora regioner söder om Sahara.
- Mastomys pernanus, är bara känd från några individer som hittades i Kenya, Tanzania och Ruanda.
- Mastomys shortridgei, lever i Okavangodeltat.

IUCN listar M. awash som sårbar (vulnerable) och M. pernanus med kunskapsbrist (data deficient), alla andra betraktas som livskraftiga (least concern).